# Vitfläckigt lundfly
Vitfläckigt lundfly (Melanchra persicariae) är en fjärilsart som beskrevs av Carl von Linné 1761. Vitfläckigt lundfly ingår i släktet Melanchra och familjen nattflyn. Arten är reproducerande i Sverige. Inga underarter finns listade i Catalogue of Life.

## Bildgalleri

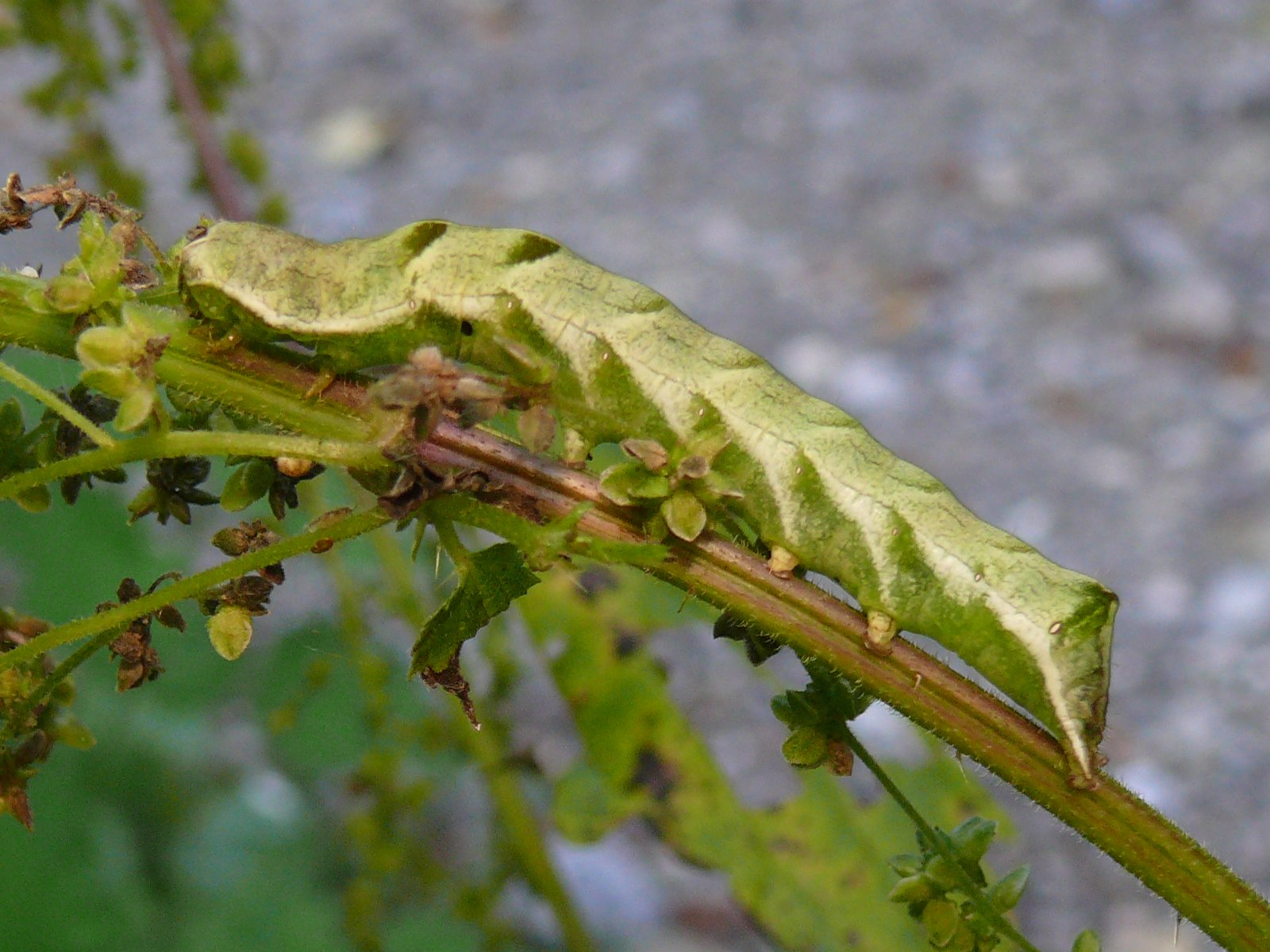
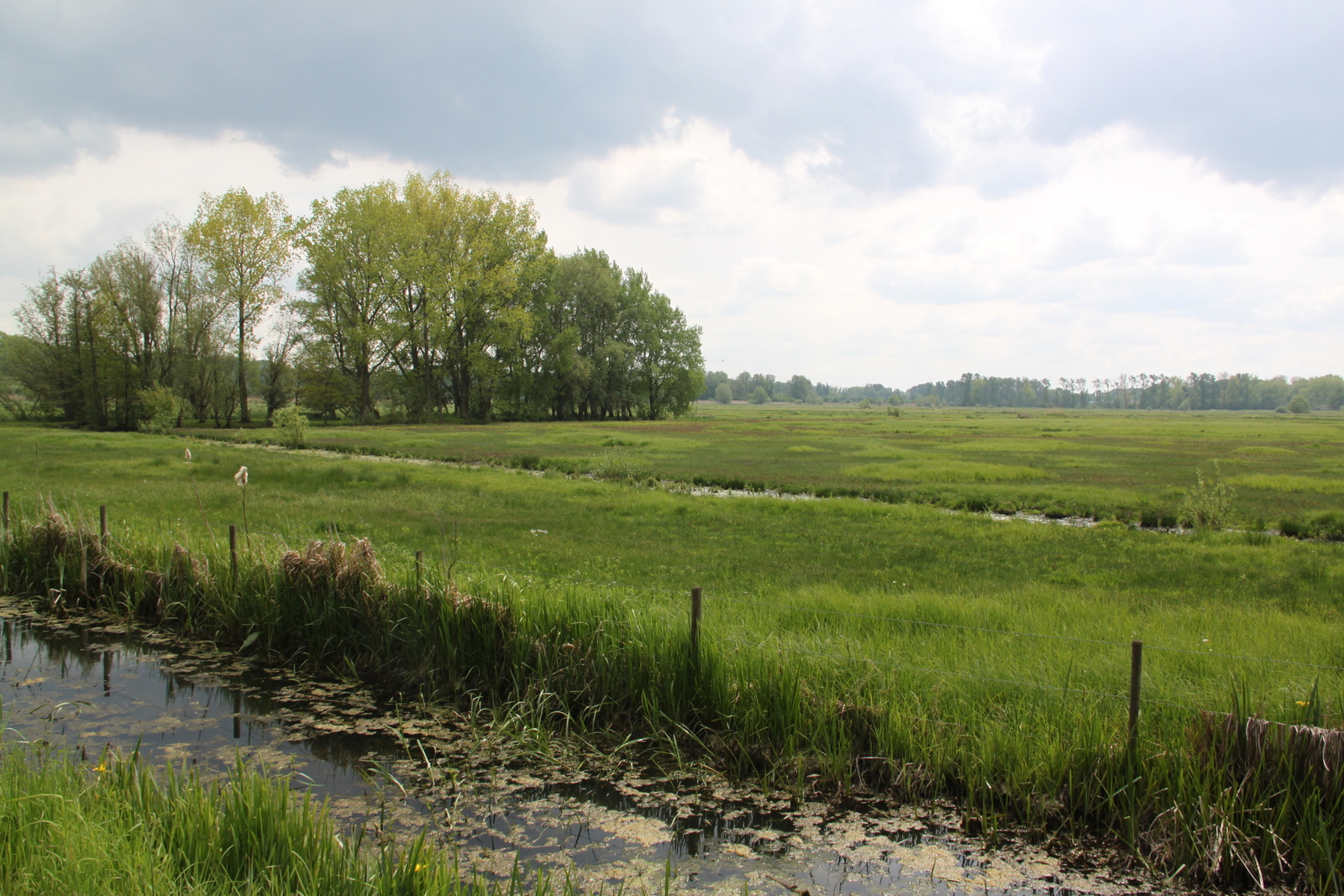
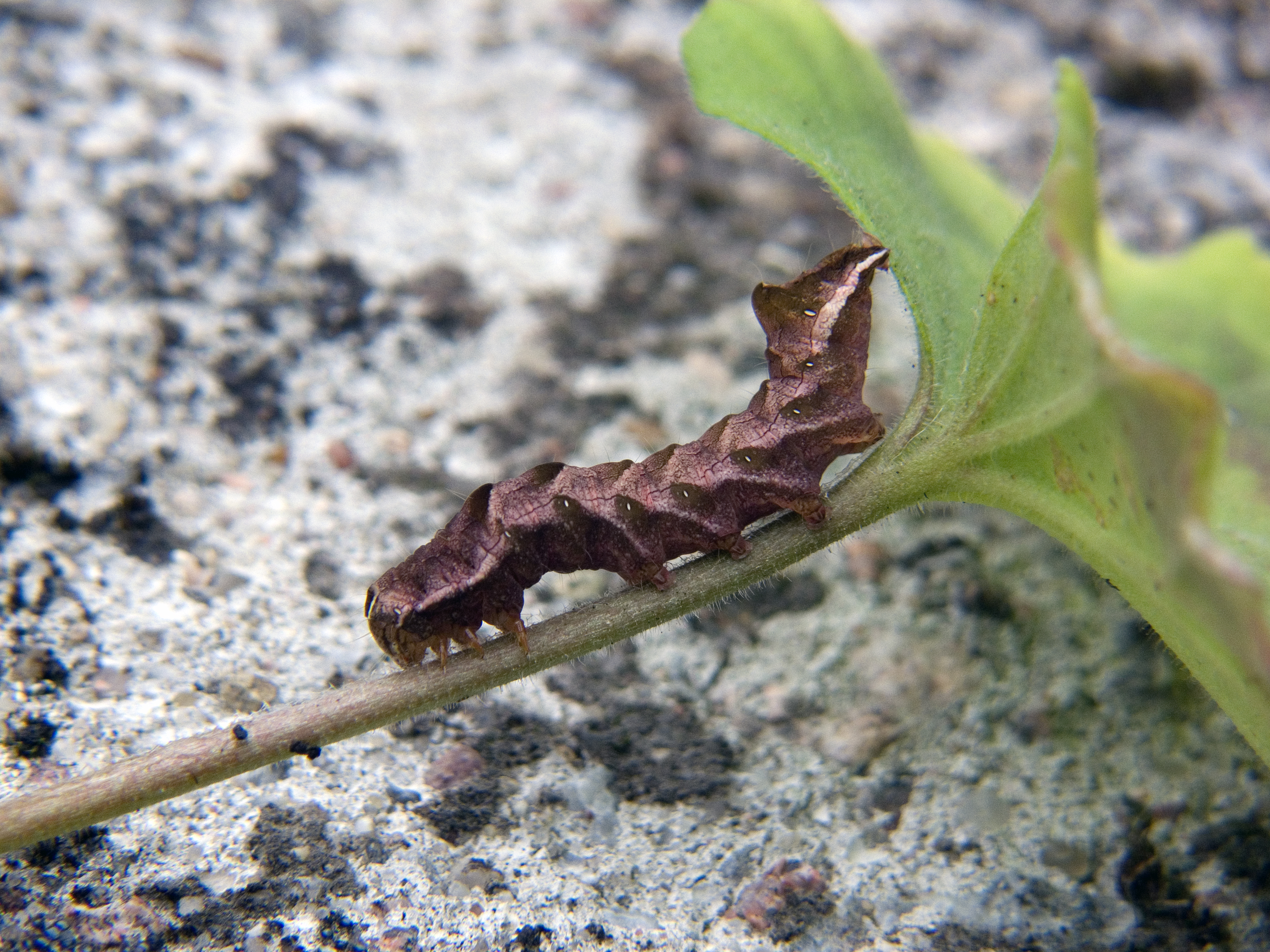
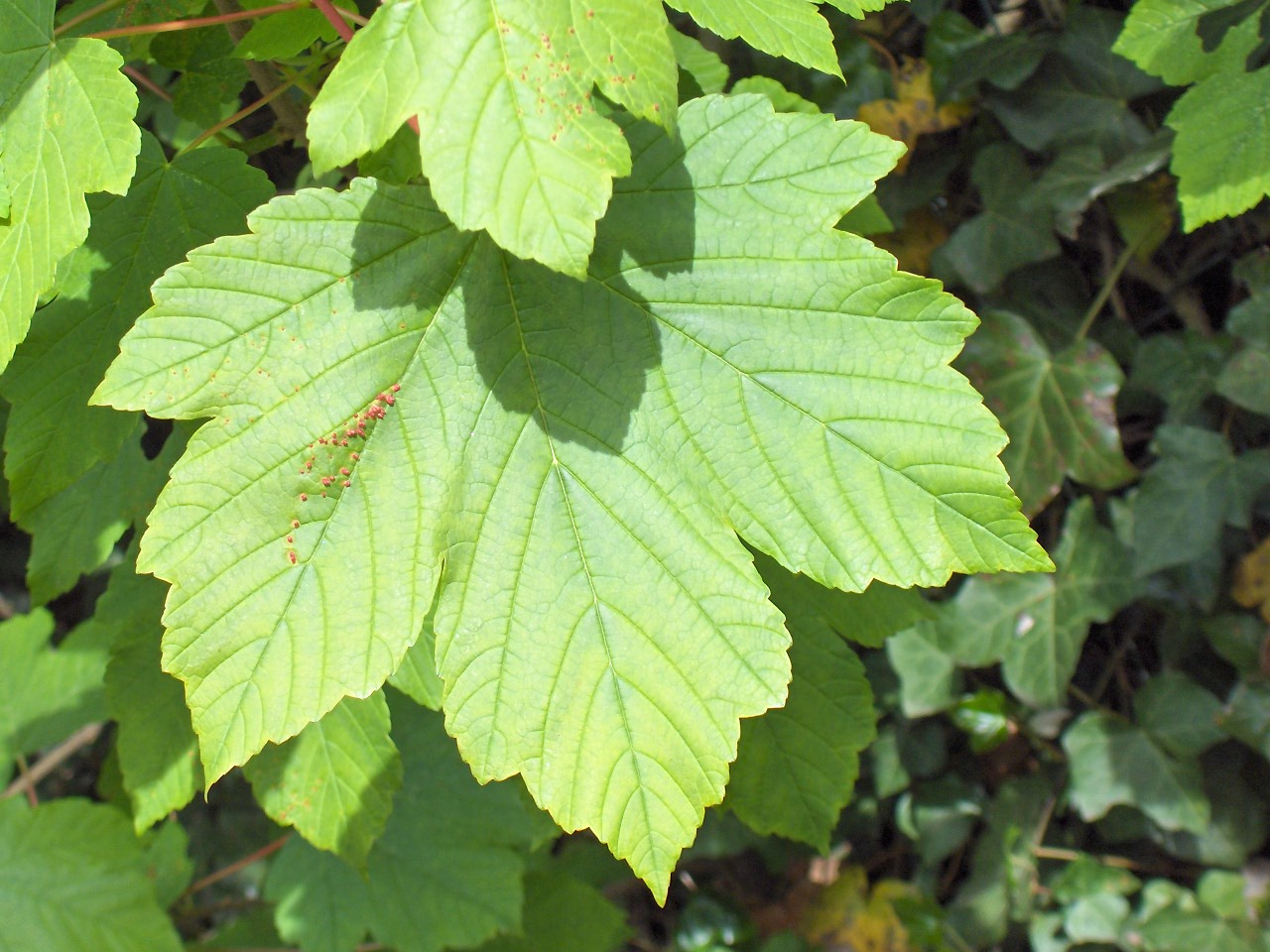
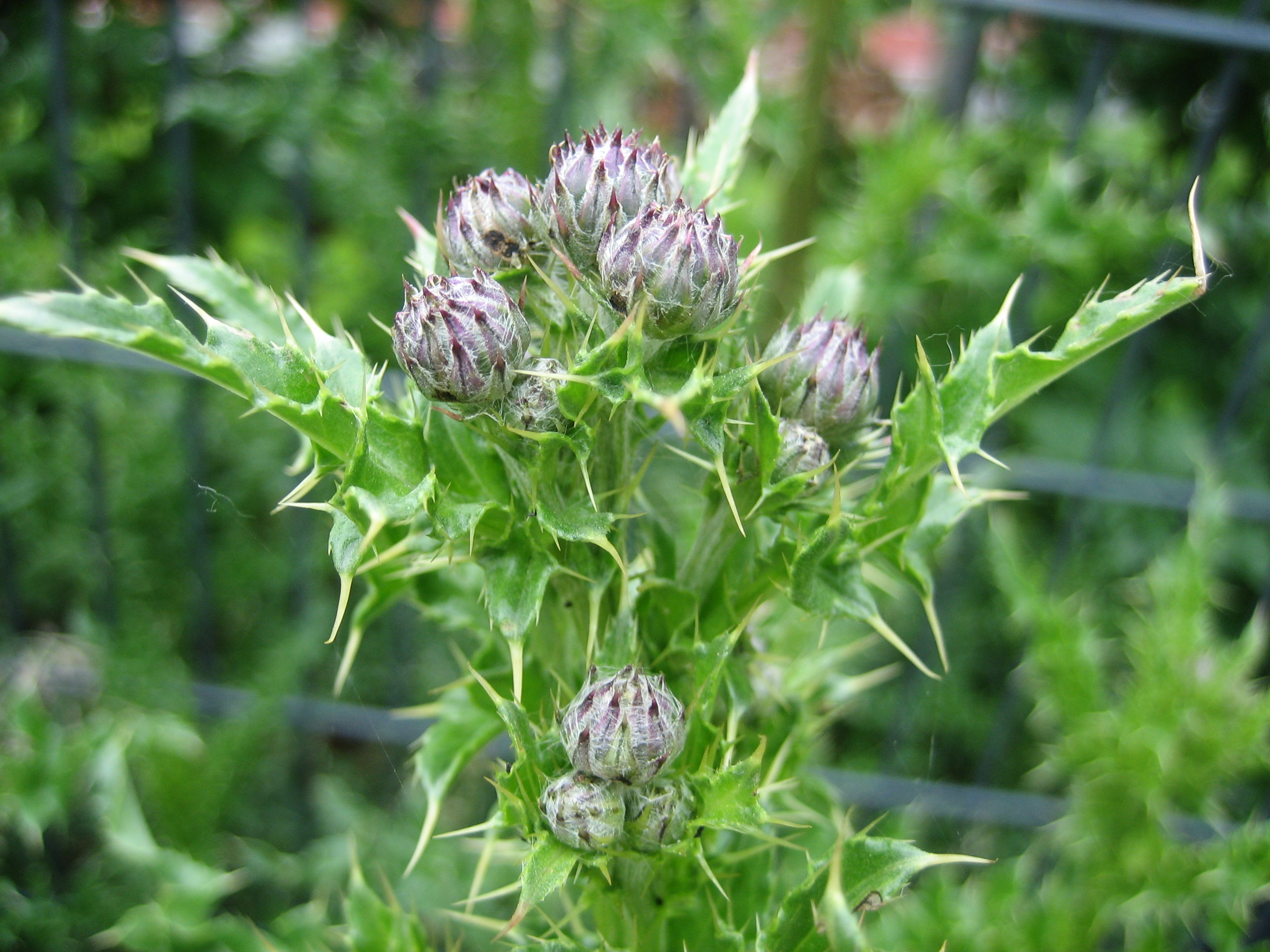